# NGC 6030
NGC 6030 is een lensvormig sterrenstelsel in het sterrenbeeld Hercules. Het hemelobject werd op 17 juni 1884 ontdekt door de Franse astronoom Édouard Jean-Marie Stephan.

## Synoniemen
- UGC 10139
- MCG 3-41-44
- ZWG 108.65
- PGC 56750